# Championnat de Suisse de football 1899-1900
Navigation
Édition précédente Édition suivante
La 3e édition du championnat de Suisse de football est remportée par le Grasshopper-Club Zurich.
Le FC Berne termine deuxième. 
Le championnat est divisé en deux groupes régionaux. Les vainqueurs des deux groupes se qualifient pour la finale.

## Les clubs de l'édition 1899-1900
| Club                       | Ville      |
| -------------------------- | ---------- |
| Anglo-American Club Zurich | Zurich     |
| BSC Old Boys               | Bâle       |
| FC Berne                   | Berne      |
| FC Neuchâtel               | Neuchâtel  |
| FC Saint-Gall              | Saint-Gall |
| FC Zurich                  | Zurich     |
| Grasshopper-Club Zurich    | Zurich     |

## Compétition

### Classement
Le classement est établi sur le barème de points classique (victoire à 2 points, match nul à 1, défaite à 0).

#### Groupe Est
| Rang | Équipe                     | Pts | J | G | N | P | Bp | Bc | Diff |
| ---- | -------------------------- | --- | - | - | - | - | -- | -- | ---- |
| 1    | Grasshopper-Club Zurich    | 16  | 8 | 8 | 0 | 0 | 32 | 9  | +23  |
| 2    | FC Zurich                  | 9   | 8 | 4 | 1 | 3 | 16 | 10 | +6   |
| 3    | Anglo-American Club Zurich | 6   | 8 | 3 | 0 | 5 | 9  | 21 | -12  |
| 4    | FC La Chaux-de-Fonds       | 5   | 8 | 2 | 1 | 5 | 12 | 19 | -7   |
| 5    | FC Saint-Gall              | 4   | 8 | 2 | 0 | 6 | 9  | 19 | -10  |

|  | Qualification pour la finale |

#### Groupe Ouest
| Rang | Équipe       | Pts | J | G | N | P | Bp | Bc | Diff |
| ---- | ------------ | --- | - | - | - | - | -- | -- | ---- |
| 1    | FC Berne     | 4   | 2 | 2 | 0 | 0 | 5  | 2  | +3   |
| 2    | FC Neuchâtel | 0   | 2 | 0 | 0 | 2 | 2  | 5  | -3   |

|  | Qualification pour la finale |

### Finale
Finale le 18 mars 1900
| Équipe 1                | Résultat | Équipe 2 | Lieu  |
| ----------------------- | -------- | -------- | ----- |
| Grasshopper-Club Zurich | 2 - 0    | FC Berne | Aarau |

|  | Champion de Suisse |

## Bilan de la saison
| Championnat de Suisse de football 1899-1900 |                                    |
| Champion                                    | Grasshopper-Club Zurich (2e titre) |
| Qualifications continentales                |                                    |
| Promotions et relégations                   |                                    |
| Promus en première division                 | aucun                              |
| Relégués en deuxième division               | aucun                              |